# Jarno Saarinen
Jarno Karl Keimo Saarinen (Turku, 11 de dezembro de 1945 –– Autodromo Nazionale di Monza, 20 de maio de 1973) foi um motociclista finlandês.
Piloto excepcionalmente talentoso e preciso, Saarinen ficaria conhecido durante sua vida como "Finlandês voador" e "Barrão",[carece de fontes?] pela maneira como dominava as corridas,[carece de fontes?] sendo inclusive, comparado a Gilles Villeneuve, devido ao seu estilo.[carece de fontes?] É ainda o único finlandês a conseguir uma vitória e o título mundial na motovelocidade.

## Carreira

### Inicio
Sua primeira experiência com motos e corridas, foi numa competição no gelo em 1962, chegando em segundo com uma Puch 150cc. Três anos depois, conquistaria seu primeiro título finlandês, vencendo uma competição de Ice-Speedway na categoria 250cc.
Em 1969, disputando seu primeiro campeonato finlandês de motovelocidade, termina como campeão nas 125cc. Posteriormente, correndo num protótipo de uma Yamaha criado por ele mesmo, conquista o título nas 250cc também. No ano seguinte, decide correr no mundial.

### MotoGP
Tendo levantando dinheiro suficiente, consegue ingressar no campeonato, fazendo sua estreia no GP da Alemanha, terminando numa sexta posição. Acabaria não disputando algumas corridas durante o campeonato por conta da faculdade (Jarno cursava Engenharia mecânica na época) e acabou terminando na quarta posição no mundial das 250cc. Ainda assim, conseguiu mais um título finlandês. Na temporada seguinte, formado, se dedica exclusivamente às corridas, terminando a temporada em terceiro nas 250cc e segundo nas 350cc. Também chegaria a disputar duas corridas nas 50cc, obtendo um sexto e um segundo lugares. Também termina campeão finlandês nas 350cc.
Teve como seu melhor ano internacional 1972, quando conquistou o mundial de 250cc (obtendo quatro vitórias e nove pódios nas dez corridas disputadas) e terminou com o vice-campeonato das 350cc (três vitórias em oito corridas, ficando novamente apenas um vez fora do pódio, quando terminou na quarta posição), ficando atrás de Giacomo Agostini. Também terminaria novamente campeão finlandês, desta vez nas 250cc e 350cc.

### Acidente fatal No GP da Itália
No ano seguinte à suas conquistas, teria sua vida abreviada trágicamente. Sendo um dos fortes candidatos ao título, tanto nas 250cc quanto nas 500cc,[carece de fontes?] disputava a primeira posição no GP da Itália - disputado no Autodromo Nazionale di Monza - com Renzo Pasolini (Pasolini estava na frente), quando Pasolini, devido a óleo na pista por conta de um acidente na corrida anterior (nas 350cc),[carece de fontes?] acaba caindo[carece de fontes?] e Jarno não conseguindo evitar o italiano, também.[carece de fontes?] Logo em seguida, vários outros pilotos acabariam caindo também, mas sofrendo apenas ferimentos. Saarinen e Pasalini não tiveram a mesma sorte e acabaram morrendo no local. Como forma de respeito, a Yamaha retirou-se do resto da temporada.

## Números & Honrarias
Em sua curta carreira, Saarinen disputou 46 corridas durante quatro temporadas, obtendo quinze vitórias (sendo oito nas 250cc, cinco nas 350cc e duas nas 500cc)[carece de fontes?] e 32 pódios durante o tempo que esteve nas 250cc, 350cc e 500cc.
Em 2009, devido à suas enormes contribuições, feitos e ao estilo influente de pilotagem, sendo o primeiro piloto a usar o joelho raspando no asfalto, como aviso de limite para deitar a moto, enquanto o usual era a bota do piloto[carece de fontes?] (o que fizera que durante algum tempo fosse considerado um louco e sua forma como andava na moto de selvagem),[carece de fontes?] foi introduzido pela Federação Internacional de Motociclismo no Hall da Fama do Motociclismo.
Jarno Trulli, piloto de Fórmula 1, recebeu seu nome devido a Saarinen.[carece de fontes?]